# 稲美町立天満南小学校
稲美町立天満南小学校（いなみちょうりつてんまみなみしょうがっこう）は、兵庫県加古郡稲美町にある公立小学校。

## 沿革
- 1980年（昭和55年）4月1日 - 稲美町立天満小学校から分離して稲美町立天満南小学校として創立される
- 1980年（昭和55年）12月7日 -  校舎並びに体育館竣工式挙行、開校記念日と定める
- 1981年（昭和56年）6月25日 －プール竣工
- 1995年（平成7年）11月30日 - コンピュータ室完成
- 2004年（平成16年）9月1日 - 校舎東半分の大規模改修及び全館耐震工事
- 2005年（平成17年）9月1日 - 校舎西半分の大規模改修工事

## 通学区域
- 稲美町[1]
  - 幸竹、和田、森安、六分一（母里小学校・天満東小学校の区域を除く）、中村の一部
- 卒業生は基本的に稲美町立稲美中学校へ進学する。

## 交通
- 神姫バス 天満小学校バス停から南西に徒歩約15分（1.2キロメートル）

## 通学区域が隣接している学校
- 稲美町立天満東小学校
- 稲美町立天満小学校
- 加古川市立平岡北小学校
- 加古川市立平岡東小学校
- 明石市立清水小学校